# Маслов, Виталий Семёнович
Вита́лий Семёнович Ма́слов (1 сентября 1935, Мезенский район, Северный край — 9 декабря 2001, Мурманск) — русский советский писатель. Член Союза писателей СССР (с 1977 года). Председатель Мурманского отделения Всероссийского фонда культуры и секретарь Мурманской областной организации Союза писателей России. Почётный гражданин Мурманска (с 1996 года).

## Биография

### Ранние годы
Виталий Семёнович Маслов родился 1 сентября 1935 года в поморской семье в небольшой деревне Сёмжа Мезенского района Северного края на Канинском берегу Белого моря. Там же окончил начальную школу, затем школу-семилетку в посёлке Каменка того же района. С 1951 по 1956 год учился в Ленинградском мореходном училище на радиотехническом отделении, по окончании которого получил направление на работу сначала на Дальнем Востоке, а затем в Сахалинском морском пароходстве электронавигатором на судах «Большерецк», «Будёновск», «Азов».
Однако уже в 1959 году Виталий Маслов возвращается на родину, где устраивается на работу электромехаником в Архангельскую гидрографическую базу Главного управления Севморпути. Но и на этом месте будущий писатель долго не задерживается, уходит вместе с гидрографическим судном «Иней» в Тикси. Отработав в Тикси четыре навигации, Маслов в 1962 году переходит работать в Мурманское морское пароходство на атомный ледокол «Ленин», на котором проработал следующие 20 лет радистом, а потом и начальником радиостанции.
В 1967—1968 годах, когда ледокол Маслова находился в доках на модернизации, Виталий Семёнович, к тому времени уже опытный радист, принял участие в антарктической экспедиции электрохода «Обь» в качестве начальника радиостанции.

### Творчество
Писать небольшие рассказы и стихотворения Виталий Семёнович Маслов пробовал ещё в юности, но дальше районной газеты «Север» его творчество не доходило. Первым произведением Маслова, опубликованным в центральной печати, стал рассказ «Слепой», вышедший под названием «Северная быль» (в книгах этот рассказ публикуется под названием «В тундре») в 1968 году во всесоюзном литературном журнале «Смена». Предисловие к рассказу написано Семёном Шуртаковым — преподавателем Литературного института и Высших литературных курсов.
Следующей публикацией Маслова становится его первый роман «Круговая порука», опубликованный в 1977 году всё в том же журнале «Север». Роман получил высокие оценки, и по рекомендации писателей Василия Белова, Станислава Панкратова и Виктора Конецкого Виталий Семёнович Маслов был принят в Союз писателей СССР.
На 70-е — 80-е годы пришёлся пик карьеры писателя. В 1973 году за рассказ «Зырянова бумага» и в 1985 году за очерк «Беломорское горло» Маслов удостаивается литературной премии имени Александра Подстаницкого. В 1978 году роман «Круговая порука» побеждает на Всесоюзном конкурсе им. Николая Островского и приносит писателю почётный диплом Союза писателей СССР и ЦК ВЛКСМ. В 1985 году за победу романа «Внутренний рынок» во Всесоюзном конкурсе на лучшее произведение о рабочем классе и колхозном крестьянстве Виталий Маслов награждается премией ВЦСПС и Союза писателей СССР, а в 1991 году премией Союза писателей России отмечена книга «Еще живые».
В произведениях В. С. Маслова запечатлена жизнь северной деревни, самобытной, с вековыми корнями, но стираемой с лица земли политикой 1960-70-х гг. по ликвидации "неперспективных деревень". Писатель видит в этом трагедию русского человека. Творчество В.С. Маслова представляет собой архангельско-беломорское ответвление российской "деревенской прозы".
За книги, воспевающие красоту русского Севера и отвагу живущих там людей, в 1996 году президент Якутии совместно с Союзом писателей России награждает Виталия Семёновича премией «Северная Звезда». Последнюю награду — премию имени Валентина Пикуля писатель получил в 1999 году.
Умер Виталий Семёнович Маслов 9 декабря 2001 года в Мурманске, в возрасте 66 лет, похоронен у себя на родине в деревне Сёмжа Архангельской области.

### Прочая деятельность
За свою жизнь Виталий Семёнович Маслов занимал много важных почётных постов: был первым председателем Мурманского отделения Всероссийского фонда культуры, являлся членом Международного фонда славянской письменности и славянских культур и секретарём Мурманской областной организации Союза писателей России. За свои заслуги Виталий Маслов был удостоен званий почётного гражданина города Мурманска, почётного полярника, ветерана атомного ледокольного флота и почётного радиста СССР.
Маслов — один из инициаторов воссоздания в СССР Дня славянской письменности и культуры, который впервые в советскую эпоху был проведён в Мурманске в 1986 году (в 1990 году получил статус государственного); создал Дом памяти в родной деревне Сёмжа, где собрал имена жителей деревни — 50 семженских родов, до 9 поколений в каждом (1984).
В 1997 году Маслов организовал и возглавил Международный православный славянский ход Мурман-Черногория, проведенный с 4 октября по 2 ноября в честь 120-й годовщины освобождения Болгарии от османского ига.
В 1990 году подписал «Письмо 74-х».

## Память
В Мурманске на доме № 23 на ул. Октябрьской, где жил писатель, установлена мемориальная доска. В 2002 г. Мурманским морским пароходством учреждена премия имени В. С. Маслова. Её вручают ежегодно на традиционных Масловских чтениях, которые проходят в Мурманске с 2002 г. 2 сентября 2011 года в Мурманске на аллее писателей открыт памятник писателю.